# Halicyclops canui
Halicyclops canui is een eenoogkreeftjessoort uit de familie van de Halicyclopidae. De wetenschappelijke naam van de soort is voor het eerst geldig gepubliceerd in 1941 door Lindberg.